# Gwallek
Gwallek (nep. ग्वाल्लेक) – gaun wikas samiti w zachodniej części Nepalu w strefie Mahakali w dystrykcie Baitadi. Według nepalskiego spisu powszechnego z 2011 roku liczył on 764 gospodarstwa domowe i 3822 mieszkańców (2138 kobiet i 1684 mężczyzn).